# Paranomus lagopus
Paranomus lagopus är en tvåhjärtbladig växtart som först beskrevs av Carl Peter Thunberg, och fick sitt nu gällande namn av Carl Ernst Otto Kuntze. Paranomus lagopus ingår i släktet Paranomus och familjen Proteaceae. Inga underarter finns listade i Catalogue of Life.